# Rotterdam Qualification Meet 2020
De Rotterdam Qualification Meet 2020 was een internationale zwemwedstrijd die gehouden werd van 3 tot en met 6 december 2020 in het Zwemcentrum Rotterdam in Rotterdam. De wedstrijden vinden plaats in een 50 meterbad. Deze wedstrijd was onderdeel van het kwalificatietraject, voor de Nederlandse zwemmers, richting de Europese kampioenschappen zwemmen 2021 in Boedapest, de Olympischen Zomerspelen 2021 en de Paralympische Zomerspelen 2021 in Tokio. De Rotterdam Qualification Meet 2020 vervangt de oorspronkelijk geplande Open Nederlandse kampioenschappen. Vanwege de coronapandemie moest dat toernooi vervangen worden door een kleinschaliger zwemtoernooi.

## Programma
| S | Series | Goud | Finale |

| Donderdag t/m Zaterdag | Donderdag t/m Zaterdag | Donderdag t/m Zaterdag | Donderdag t/m Zaterdag              |
| ---------------------- | ---------------------- | ---------------------- | ----------------------------------- |
| Ochtendsessie          | 09:30                  | Avondsessie            | 16:30 (B-finales) 18:30 (A-finales) |
| Zondag                 |                        |                        |                                     |
| Ochtendsessie          | 09:00                  | Avondsessie            | 15:00 (B-finales) 16:30 (A-finales) |

| Onderdeel        | December | December | December | December | December | December | December | December |
| Onderdeel        | 3        | 3        | 4        | 4        | 5        | 5        | 6        | 6        |
| ---------------- | -------- | -------- | -------- | -------- | -------- | -------- | -------- | -------- |
| 50m vrije slag   | S        | Goud     |          |          |          |          |          |          |
| 100m vrije slag  |          |          |          |          | S        | Goud     |          |          |
| 200m vrije slag  |          |          | S        | Goud     |          |          |          |          |
| 400m vrije slag  |          |          |          |          |          |          | S        | Goud     |
| 800m vrije slag  |          |          |          |          | Goud     | Goud     |          |          |
| 1500m vrije slag | Goud     | Goud     |          |          |          |          |          |          |
| 50m rugslag      |          |          | S        | Goud     |          |          |          |          |
| 100m rugslag     |          |          |          |          |          |          | S        | Goud     |
| 200m rugslag     | S        | Goud     |          |          |          |          |          |          |
| 50m schoolslag   | S        | Goud     |          |          |          |          |          |          |
| 100m schoolslag  |          |          |          |          | S        | Goud     |          |          |
| 200m schoolslag  |          |          | S        | Goud     |          |          |          |          |
| 50m vlinderslag  |          |          |          |          |          |          | S        | Goud     |
| 100m vlinderslag |          |          | S        | Goud     |          |          |          |          |
| 200m vlinderslag |          |          |          |          | S        | Goud     |          |          |
| 200m wisselslag  |          |          |          |          |          |          | S        | Goud     |
| 400m wisselslag  |          |          | S        | Goud     |          |          |          |          |
| Totaal           | 4        | 4        | 5        | 5        | 4        | 4        | 4        | 4        |

| Onderdeel        | December | December | December | December | December | December | December | December |
| Onderdeel        | 3        | 3        | 4        | 4        | 5        | 5        | 6        | 6        |
| ---------------- | -------- | -------- | -------- | -------- | -------- | -------- | -------- | -------- |
| 50m vrije slag   | S        | Goud     |          |          |          |          |          |          |
| 100m vrije slag  |          |          |          |          | S        | Goud     |          |          |
| 200m vrije slag  |          |          | S        | Goud     |          |          |          |          |
| 400m vrije slag  |          |          |          |          |          |          | S        | Goud     |
| 800m vrije slag  |          |          |          |          | Goud     | Goud     |          |          |
| 1500m vrije slag | Goud     | Goud     |          |          |          |          |          |          |
| 50m rugslag      |          |          | S        | Goud     |          |          |          |          |
| 100m rugslag     |          |          |          |          |          |          | S        | Goud     |
| 200m rugslag     | S        | Goud     |          |          |          |          |          |          |
| 50m schoolslag   | S        | Goud     |          |          |          |          |          |          |
| 100m schoolslag  |          |          |          |          | S        | Goud     |          |          |
| 200m schoolslag  |          |          | S        | Goud     |          |          |          |          |
| 50m vlinderslag  |          |          |          |          |          |          | S        | Goud     |
| 100m vlinderslag |          |          | S        | Goud     |          |          |          |          |
| 200m vlinderslag |          |          |          |          | S        | Goud     |          |          |
| 200m wisselslag  |          |          |          |          |          |          | S        | Goud     |
| 400m wisselslag  |          |          | S        | Goud     |          |          |          |          |
| Totaal           | 4        | 4        | 5        | 5        | 4        | 4        | 4        | 4        |

## Olympische kwalificatie
NOC*NSF stelde onderstaande limieten vast voor deelname aan de Olympische Zomerspelen van 2021 in Tokio Japan. Drie zwemmers en drie zwemsters voldeden tijdens de wereldkampioenschappen zwemmen 2019 in Gwangju en de Swim Cup Amsterdam 2019 aan de kwalificatie-eisen.
Tijdlijn
| Datum               | Wedstrijd                              | Plaats    |
| ------------------- | -------------------------------------- | --------- |
| 12-28 juli 2019     | Wereldkampioenschappen zwemmen 2019    | Gwangju   |
| 13-15 december 2019 | Swim Cup Amsterdam 2019                | Amsterdam |
| 3-6 december 2020   | Rotterdam Qualification Meet 2020      | Rotterdam |
| 9-11 april 2021     | Eindhoven Qualification Meet 2021      | Eindhoven |
| 17-23 mei 2021      | Europese Kampioenschappen zwemmen 2021 | Boedapest |

Limieten
| Onderdeel        | Mannen   | Vrouwen  |
| ---------------- | -------- | -------- |
| 50m vrije slag   | 21,91    | 24,77    |
| 100m vrije slag  | 48,52    | 53,62    |
| 200m vrije slag  | 1.46,20  | 1.57,28  |
| 400m vrije slag  | 3.46,78  | 4.07,90  |
| 800m vrije slag  | 7.50,30  | 8.33,36  |
| 1500m vrije slag | 15.00,99 | 16.16,26 |
| 100m rugslag     | 53,71    | 59,90    |
| 200m rugslag     | 1.57,50  | 2.10,19  |
| 100m schoolslag  | 59,38    | 1.07,07  |
| 200m schoolslag  | 2.08,52  | 2.25,52  |
| 100m vlinderslag | 51,92    | 57,92    |
| 200m vlinderslag | 1.56,48  | 2.08,43  |
| 200m wisselslag  | 1.58,62  | 2.12,12  |
| 400m wisselslag  | 4.15,84  | 4.38,53  |

Overzicht behaalde EK-limieten
| Onderdeel        | Mannen                  | Mannen      | Vrouwen                                                        | Vrouwen                 |
| Onderdeel        | Naam                    | Tijd        | Naam                                                           | Tijd                    |
| ---------------- | ----------------------- | ----------- | -------------------------------------------------------------- | ----------------------- |
| 50m vrije slag   | Thom de Boer Jesse Puts | 21,74 21,91 | Ranomi Kromowidjojo Valerie van Roon Femke Heemskerk Kim Busch | 24,35 24,63 24,71 24,75 |
| 100m vrije slag  |                         |             | Femke Heemskerk Ranomi Kromowidjojo                            | 53,05 53,43             |
| 200m vrije slag  |                         |             |                                                                |                         |
| 400m vrije slag  |                         |             |                                                                |                         |
| 800m vrije slag  |                         |             |                                                                |                         |
| 1500m vrije slag |                         |             |                                                                |                         |
| 100m rugslag     |                         |             | Kira Toussaint                                                 | 58,91                   |
| 200m rugslag     |                         |             |                                                                |                         |
| 100m schoolslag  | Arno Kamminga           | 58,65       | Tes Schouten                                                   | 1.06,92                 |
| 200m schoolslag  | Arno Kamminga           | 2.06,85     |                                                                |                         |
| 100m vlinderslag |                         |             |                                                                |                         |
| 200m vlinderslag |                         |             |                                                                |                         |
| 200m wisselslag  |                         |             |                                                                |                         |
| 400m wisselslag  | Arjan Knipping          | 4.13,46     |                                                                |                         |

## EK-kwalificatie
De KNZB stelde onderstaande limieten vast voor deelname aan de Europese kampioenschappen zwemmen van 2021 in Boedapest, Hongarije. Zes mannen en vijf vrouwen voldeden tijdens de Swim Cup Amsterdam 2019 aan de kwalificatie-eisen.
Tijdlijn
| Datum                  | Wedstrijd                            | Plaats                               |
| ---------------------- | ------------------------------------ | ------------------------------------ |
| 13-15 december 2019    | Swim Cup Amsterdam 2019              | Amsterdam                            |
| 3-6 december 2020      | Rotterdam Qualification Meet 2020    | Rotterdam                            |
| 9-11 april 2021        | Eindhoven Qualification Meet 2021    | Eindhoven                            |
| 1 januari-8 april 2021 | Een wedstrijd naar keuze per sporter | Een wedstrijd naar keuze per sporter |

Limieten
| Onderdeel        | Mannen   | Vrouwen  |
| ---------------- | -------- | -------- |
| 50m vrije slag   | 22,23    | 24,94    |
| 100m vrije slag  | 48,86    | 54,71    |
| 200m vrije slag  | 1.47,40  | 1.59,16  |
| 400m vrije slag  | 3.48,58  | 4.13,26  |
| 800m vrije slag  | 7.55,31  | 8.38,33  |
| 1500m vrije slag | 15.06,24 | 16.29,57 |
| 50m rugslag      | 25,22    | 28,33    |
| 100m rugslag     | 54,52    | 1.00,55  |
| 200m rugslag     | 1.59,25  | 2.12,14  |
| 50m schoolslag   | 27,61    | 31,15    |
| 100m schoolslag  | 1.00,28  | 1.07,58  |
| 200m schoolslag  | 2.11,65  | 2.26,40  |
| 50m vlinderslag  | 23,61    | 26,47    |
| 100m vlinderslag | 52,47    | 58,95    |
| 200m vlinderslag | 1.58,15  | 2.11,34  |
| 200m wisselslag  | 2.00,21  | 2.14,70  |
| 400m wisselslag  | 4.18,61  | 4.43,98  |

Overzicht behaalde EK-limieten
| Onderdeel        | Mannen                                                              | Mannen                        | Vrouwen                                                                                          | Vrouwen                             |
| Onderdeel        | Naam                                                                | Tijd                          | Naam                                                                                             | Tijd                                |
| ---------------- | ------------------------------------------------------------------- | ----------------------------- | ------------------------------------------------------------------------------------------------ | ----------------------------------- |
| 50m vrije slag   | Thom de Boer Nyls Korstanje Kenzo Simons Stan Pijnenburg Jesse Puts | 21,74 21,98 22,02 22,16 22,18 | Ranomi Kromowidjojo Valerie van Roon Femke Heemskerk Kim Busch                                   | 24,38 24,63 24,71 24,75             |
| 100m vrije slag  | Stan Pijnenburg                                                     | 48,75                         | Femke Heemskerk Ranomi Kromowidjojo Marrit Steenbergen Kim Busch Kira Toussaint Valerie van Roon | 53,23 53,83 54,18 54,28 54,58 54,60 |
| 200m vrije slag  |                                                                     |                               |                                                                                                  |                                     |
| 400m vrije slag  |                                                                     |                               |                                                                                                  |                                     |
| 800m vrije slag  |                                                                     |                               |                                                                                                  |                                     |
| 1500m vrije slag |                                                                     |                               |                                                                                                  |                                     |
| 50m rugslag      |                                                                     |                               | Kira Toussaint Maaike de Waard                                                                   | 27,37 28,06                         |
| 100m rugslag     |                                                                     |                               | Kira Toussaint Maaike de Waard                                                                   | 58,91 1.00,09                       |
| 200m rugslag     |                                                                     |                               |                                                                                                  |                                     |
| 50m schoolslag   | Arno Kamminga Ties Elzerman Caspar Corbeau                          | 26,90 27,35 27,48             | Rosey Metz                                                                                       | 30,80                               |
| 100m schoolslag  | Arno Kamminga Caspar Corbeau                                        | 58,65 59,56                   | Tes Schouten                                                                                     | 1.06,92                             |
| 200m schoolslag  | Arno Kamminga Caspar Corbeau                                        | 2.06,85 2.08,57               |                                                                                                  |                                     |
| 50m vlinderslag  | Joeri Verlinden                                                     | 23,59                         | Ranomi Kromowidjojo Kim Busch                                                                    | 25,32 26,04                         |
| 100m vlinderslag | Nyls Korstanje Joeri Verlinden                                      | 52,24                         | Maaike de Waard Ranomi Kromowidjojo                                                              | 58,10 58,38                         |
| 200m vlinderslag |                                                                     |                               |                                                                                                  |                                     |
| 200m wisselslag  |                                                                     |                               |                                                                                                  |                                     |
| 400m wisselslag  | Arjan Knipping                                                      | 4.15,12                       |                                                                                                  |                                     |

## Nederlandse records
| Datum      | Onderdeel           | Nieuwe recordhouder | Tijd    | Oude recordhouder | Tijd    | Datum            |
| ---------- | ------------------- | ------------------- | ------- | ----------------- | ------- | ---------------- |
| 3 december | 50m vrije slag (m)  | Thom de Boer        | 21,74   | Jesse Puts        | 21,82   | 17 december 2016 |
| 3 december | 50m schoolslag (m)  | Arno Kamminga       | 26,88   | Arno Kamminga     | 26,90   | 15 december 2019 |
| 4 december | 200m schoolslag (m) | Arno Kamminga       | 2.07,17 | Arno Kamminga     | 2.07,18 | 8 maart 2020     |
| 4 december | 200m schoolslag (v) | Tes Schouten        | 2.26,95 | Lia Dekker        | 2.28,02 | 19 april 2009    |
| 4 december | 50m rugslag (v)     | Kira Toussaint      | 27,37   | Kira Toussaint    | 27,49   | 11 oktober 2019  |
| 4 december | 200m schoolslag (m) | Arno Kamminga       | 2.06,85 | Arno Kamminga     | 2.07,17 | 4 december 2020  |
| 5 december | 100m schoolslag (v) | Tes Schouten        | 1.06,92 | Tes Schouten      | 1.06,96 | 13 april 2019    |
| 6 december | 100m rugslag (v)    | Kira Toussaint      | 58,91   | Kira Toussaint    | 59,14   | 2 november 2019  |

## Medailles

### Legenda
- WR = Wereldrecord
- ER = Europees record
- NR = Nederlands record
- (Qos) = Voldaan aan de OS-limiet
- (Qek) = Voldaan aan de EK-limiet

### Mannen
| Onderdeel   | Goud                            | Goud                     | Zilver                          | Zilver        | Brons                            | Brons           |
| ----------- | ------------------------------- | ------------------------ | ------------------------------- | ------------- | -------------------------------- | --------------- |
| Vrije slag  |                                 |                          |                                 |               |                                  |                 |
| 50 m        | Thom de Boer Nederland          | 21,75 (Qos), (Qek)       | Nyls Korstanje Nederland        | 21,98 (Qek)   | Kenzo Simons Nederland           | 22,02 (Qek)     |
| 100 m       | Stan Pijnenburg Nederland       | 48,75 (Qek)              | Nils Liess Zwitserland          | 49,44         | Alexandre Marcourt België        | 49,48           |
| 200 m       | Roman Mityukov Zwitserland      | 1.47,57                  | Luc Kroon Nederland             | 1.47,85       | Nils Liess Zwitserland           | 1.48,02         |
| 400 m       | Ferry Weertman Nederland        | 3.50,87                  | Maarten Brzoskowski Nederland   | 3.53,24       | Luc Kroon Nederland              | 3.54,12         |
| 800 m       | Lander Hendrickx België         | 8.08,09                  | Pepijn Smit Nederland           | 8.11,29       | Sander Crooijmans Nederland      | 8.14,06         |
| 1500 m      | Marcel Schouten Nederland       | 15.47,51                 | Sander Crooijmans Nederland     | 15.55,83      | Vincent Crooijmans Nederland     | 16.01,73        |
| Rugslag     |                                 |                          |                                 |               |                                  |                 |
| 50 m        | Mihael Leytrovskiy Israël       | 25,15                    | Bernhard Reitshammer Oostenrijk | 25,34         | Marcus Schlesinger Israël        | 25,90           |
| 100 m       | Bernhard Reitshammer Oostenrijk | 54,70                    | Mihael Leytrovskiy Israël       | 55,25         | Roman Mityukov Zwitserland       | 55,96           |
| 200 m       | Bernhard Reitshammer Oostenrijk | 2.00,08                  | Roman Mityukov Zwitserland      | 2.00,40       | Thomas Jansen Nederland          | 2.07,27         |
| Schoolslag  |                                 |                          |                                 |               |                                  |                 |
| 50 m        | Arno Kamminga Nederland         | 26,96 (Qek)              | Ties Elzerman Nederland         | 27,38 (Qek)   | Caspar Corbeau Nederland         | 27,48 (Qek)     |
| 100 m       | Arno Kamminga Nederland         | 58,69 (Qos), (Qek)       | Caspar Corbeau Nederland        | 59,56 (Qek)   | Christopher Rothbauer Oostenrijk | 1.01,29         |
| 200 m       | Arno Kamminga Nederland         | 2.06,85 NR, (Qos), (Qek) | Caspar Corbeau Nederland        | 2.09,39 (Qek) | Christopher Rothbauer Oostenrijk | 2.13,52         |
| Vlinderslag |                                 |                          |                                 |               |                                  |                 |
| 50 m        | Marcus Schlesinger Israël       | 23,85                    | Meiron Cheruti Israël           | 23,93         | Kenzo Simons Nederland           | 23,94           |
| 100 m       | Noè Ponti Zwitserland           | 51,15                    | Louis Croenen België            | 52,10         | Nyls Korstanje Nederland         | 52,24 (Qek)     |
| 200 m       | Louis Croenen België            | 1.56,30                  | Noè Ponti Zwitserland           | 1.56,48       | Thomas Jansen Nederland          | 2.06,50         |
| Wisselslag  |                                 |                          |                                 |               |                                  |                 |
| 200 m       | Ron Polonsky Israël             | 1.59,67                  | Noè Ponti Zwitserland           | 1.59,72       | Arjan Knipping Nederland         | 2.00,88         |
| 400 m       | Arjan Knipping Nederland        | 4.18,08                  | Thomas Jansen Nederland         | 4.29,49       | Niet uitgereikt                  | Niet uitgereikt |

### Vrouwen
| Onderdeel   | Goud                          | Goud               | Zilver                        | Zilver             | Brons                        | Brons           |
| ----------- | ----------------------------- | ------------------ | ----------------------------- | ------------------ | ---------------------------- | --------------- |
| Vrije slag  |                               |                    |                               |                    |                              |                 |
| 50 m        | Ranomi Kromowidjojo Nederland | 24,38 (Qos), (Qek) | Valerie van Roon Nederland    | 24,63 (Qos), (Qek) | Kim Busch Nederland          | 24,84 (Qek)     |
| 100 m       | Ranomi Kromowidjojo Nederland | 54,00              | Marrit Steenbergen Nederland  | 54,29              | Kim Busch Nederland          | 54,48           |
| 200 m       | Valentine Dumont België       | 1.58,63            | Robin Neumann Nederland       | 2.00,04            | Lotte Goris België           | 2.00,28         |
| 400 m       | Valentine Dumont België       | 4.13,61            | Robin Neumann Nederland       | 4.16,60            | Imani de Jong Nederland      | 4.17,09         |
| 800 m       | Imani de Jong Nederland       | 8.46,72            | Serena Stel Nederland         | 8.50,66            | Laura van Engelen Nederland  | 9.11,91         |
| Rugslag     |                               |                    |                               |                    |                              |                 |
| 50 m        | Kira Toussaint Nederland      | 27,37 NR, (Qek)    | Nina Kost Zwitserland         | 28,53              | Marrit Steenbergen Nederland | 28,81           |
| 100 m       | Kira Toussaint Nederland      | 59,03 (Qos), (Qek) | Maaike de Waard Nederland     | 1.00,09 (Qek)      | Nina Kost Zwitserland        | 1.01,49         |
| 200 m       | Lena Grabowski Oostenrijk     | 2.11,55            | Aviv Barzelay Israël          | 2.12,78            | Maria Ugolkova Zwitserland   | 2.16,50         |
| Schoolslag  |                               |                    |                               |                    |                              |                 |
| 50 m        | Rosey Metz Nederland          | 31,27              | Lisa Mamié Zwitserland        | 31,41              | Florine Gaspard België       | 31,47           |
| 100 m       | Lisa Mamié Zwitserland        | 1.07,52            | Rosey Metz Nederland          | 1.08,43            | Tes Schouten Nederland       | 1.08,70         |
| 200 m       | Fanny Lecluyse België         | 2.25,04            | Lisa Mamié Zwitserland        | 2.25,07            | Tes Schouten Nederland       | 2.27,18         |
| Vlinderslag |                               |                    |                               |                    |                              |                 |
| 50 m        | Ranomi Kromowidjojo Nederland | 25,32 (Qek)        | Kim Busch Nederland           | 26,22 (Qek)        | Sasha Touretski Zwitserland  | 27,06           |
| 100 m       | Maaike de Waard Nederland     | 58,10 (Qek)        | Ranomi Kromowidjojo Nederland | 58,38 (Qek)        | Roos Vanotterdijk België     | 58,76           |
| 200 m       | Claudia Hufnagl Oostenrijk    | 2.13,15            | Laura Wauters België          | 2.16,67            | Femke Spiering Nederland     | 2.16,93         |
| Wisselslag  |                               |                    |                               |                    |                              |                 |
| 200 m       | Maria Ugolkova Zwitserland    | 2.13,10            | Lea Polonsky Israël           | 2.13,26            | Marjolein Delno Nederland    | 2.15,49         |
| 400 m       | Claudia Hufnagl Oostenrijk    | 4.52,77            | Niet uitgereikt               | Niet uitgereikt    | Niet uitgereikt              | Niet uitgereikt |